# فضای متری
در ریاضیات فضای متری یا فضای متریک به مجموعه‌ای گفته می‌شود که مفهومی از نوع فاصله (distance) (موسوم به متری) مابین اعضای آن تعریف شده باشد.

## انگیزه‌ها
از جمله کاراترین ابزار و شیوه‌های گسترش و پیشرفت در ریاضیات (و در بسیاری از میدان‌ها و زمینه‌های دیگر حیات انسانی)، تجرید و از آن هم مهم‌تر تعمیم است.
فضای متری یکی از مفاهیم مهم در توپولوژی و آنالیز ریاضی است.
زوج مرتب {\displaystyle (X,d)\,} را که در آن X مجموعه‌ای از نقاط و d یک تابع حقیقی {\displaystyle d\colon \mathbb {X} \times \mathbb {X} \to \mathbb {R} } است، یک فضای متریک گویند هرگاه:
۱. {\displaystyle d(p,q)\geq 0} (فاصله هیچ‌گاه نمی‌تواند منفی باشد)
۲. {\displaystyle d(p,q)=0\iff p=q} (فاصله صفر است، اگر و تنها اگر هر دو شیء یکی باشند)
۳. {\displaystyle d(q,p)=d(p,q)\,} (بدون بستگی داشتن به مقادیر p،q همواره دارای خاصیت تقارنی است)
۴. {\displaystyle d(p,q)+d(q,r)\geq d(p,r)} (نامساوی مثلث یا قضیهٔ حمار)
این خاصیت‌ها به طور شهودی مفهوم فاصله را بیان می‌کند. مثلاً: فاصلهٔ بین دو نقطه، همیشه مقداری مثبت است یا فاصلهٔ بین دو نقطهٔ p و q برابر با فاصله q تا p است.
همچنین بر اساس نامساوی مثلث، مسیر مستقیم p تا q کوتاهتر از مسیری است که از p به r و سپس از r به q طی می‌شود.
توجه کنید که هر فضای متری یک فضای توپولوژیک نیز هست.

## توپولوژی یک فضای متری
فرض کنیم {\displaystyle (X,d)\,} یک فضای متری باشد. یک زیر مجموعهٔ {\displaystyle V\subset X} را باز گوییم هرگاه به ازای هر نقطه {\displaystyle x\in V} عددی مانند {\displaystyle \varepsilon >0} وجود داشته باشد به گونه‌ای که گوی به مرکز x و شعاع {\displaystyle \varepsilon }، یعنی:
{\displaystyle K_{\varepsilon }(X):=\{y\in X\;|\;d(x,y)<\varepsilon \}} نیز مشمول V باشد. مجموعهٔ توپولوژیک d متشکل از همهٔ مجموعه‌های باز X را توپولوژی فضای متری {\displaystyle (X,d)\,} می‌نامند.

## مثال
روی یک فضا مترهای مختلفی می‌توان تعریف کرد مثلاً
{\displaystyle \mathbb {R} } (مجموعه اعداد حقیقی) با تابع فاصله {\displaystyle d(x,y)=|x-y|\,} (به طوریکه {\displaystyle x} و {\displaystyle y} عضو {\displaystyle X}) یک فضای متری ست. به‌طور کلی فضای اقلیدسی {\displaystyle \mathbb {R} ^{n}} با متر {\displaystyle d(x,y)=\Vert x-y\Vert } فضای متری ست. این متر را متر معمولی روی {\displaystyle \mathbb {R} ^{n}} می‌نامیم.

متر گسسته که در آن {\displaystyle d(x,y)=0} اگر {\displaystyle x=y} و در غیر این صورت {\displaystyle d(x,y)=1} تعریف می‌شود مثال ساده اما بسیار مهمی است. این متر بر روی همه مجموعه‌های ناتهی می‌تواند تعریف شود. این مفهوم به ویژه نشان می‌دهد که برای هر مجموعه ناتهی یک فضای متریک مخصوص و مربوط به آن وجود دارد. با اعمال این متر روی مجموعه‌ها هر عضو مجموعه مانند یک گوی بازمی‌ماند بنابراین هر زیر مجموعه از آن هم باز و هم بسته خواهد بود و این فضا دارای توپولوژی گسسته می‌باشد.